# PAS 1032
Die PAS 1032 des DIN identifiziert und beschreibt Prozesse der Planung, Entwicklung, Durchführung und Evaluation von Bildungsprozessen und Bildungsangeboten, die speziell auf E-Learning ausgerichtet sind. Sie beinhaltet weiterhin Prüfkriterien zur Bewertung der Qualität von E-Learning-Produkten.
PAS 1032 gliedert sich in zwei Teile: ein Referenzmodell zur Prozessbeschreibung und ein Referenzmodell für E-Learning-Produkte.
Das Referenzmodell zur Prozessbeschreibung untergliedert sich weiter in ein Prozessmodell mit den Kategorien Anforderungsermittlung, Rahmenbedingungen, Konzeption, Produktion, Einführung, Durchführung und Evaluation, sowie in ein Beschreibungsmodell zur näheren Spezifikation dieser Prozesse.
Die genannten Teilprozesse legen keine Reihenfolge fest, aber orientieren sich dennoch stark am Produktlebenszyklus von Software.
Zur näheren Spezifizierung werden die Elemente Identifikator, (Prozess-)Kategorie, Prozess, Beschreibung, Beziehung, Teilprozess und Aspekt, Ziel, Methoden, Ergebnisse, Aktor, Bewertung und Kriterien, sowie Verweisungen herangezogen.
Mit dem Referenzmodell zur Prozessbeschreibung, bestehend aus Prozess- und Beschreibungsmodell, lassen sich technische, organisatorische und didaktische Aspekte des E-Learnings dokumentieren und damit für die Qualitätsprüfung einsetzen. Als Ergänzung hierzu kann die ISO 9000 als allgemeines Managementmodell und die Kriterien von ISO 9241 für Softwareprodukte angewendet werden.